# 4875 Інґалс
4875 Інґалс (4875 Ingalls) — астероїд головного поясу, відкритий 19 лютого 1991 року.
Тіссеранів параметр щодо Юпітера — 3,606.